# La teranyina (pel·lícula)
La teranyina és una pel·lícula catalana de 1990, dirigida per Antoni Verdaguer i basada en la novel·la homònima de Jaume Cabré, La teranyina.
Ambientada a principis del segle XX l'acció s'esdevé a Feixes, una ciutat industrialitzada on comencen a esdevenir-se els primers conflictes obrers. Serà en aquest convuls entorn on s'entrellaçaran poder, ambició, amor, odi...
La pel·lícula fou una ambiciosa producció de 190 milions de pessetes de Floc i es va estrenar el 30 d'octubre de l'any 1990. El 1991 seria guardonada amb 3 premis a més a més d'una nominació als Fotogramas de Plata. El 2015, per celebrar el seu 25è aniversari, la pel·lícula seria remasteritzada i digitalitzada.

## Argument
L'any 1909, els germans Rigau són els propietaris de la fàbrica tèxtil més important de Feixes, una ciutat fictícia representada per Terrassa. Quan en Francesc es mor, en Julià, un fosc i ambiciós exmilitar, s'apodera del vapor i s'encara a tothom per fabricar uniformes per l'exèrcit espanyol que està combatent a la guerra del Marroc.
Amb l'esclat de la Setmana Tràgica, els obrers es revoltaran no només contra el govern que envia els seus fills a la guerra, sinó també contra els propietaris industrials que no tardaran a aprofitar-se de l'exèrcit per reprimir-los.

## Repartiment
La teranyina, a causa del gran nombre de personatges, va disposar d'un gran nombre d'actors. Alguns dels més destacats són: Ramon Madaula, Amparo Soler Leal, Jordi Dauder, Fernando Guillén, Sergi Mateu, Anna Lizaran, Ovidi Montllor, Joan Borràs o Montse Guallar.

## Premis i nominacions
La pel·lícula va ser triplement guardonada i també va rebre una nominació als premis següents:
- Premi al millor actor de pel·lícula per a Ramon Madaula de l'Associació d'Actors i Directors Professionals de Catalunya de l'any 1991.
- Millor actor per a Sergi Mateu als Premis de Cinematografia de la Generalitat de Catalunya de l'any 1991.
- Premi Sant Jordi de Cinematografia de l'any 1991 al millor actor per a Jordi Dauder.
- També es va nominar a Sergi Mateu com a millor actor pel premi Fotogramas de Plata.

## Commemoració 25è aniversari
Per commemorar els 25 anys de la pel·lícula es van dur a terme diverses iniciatives. La pel·lícula fou remasteritzada i digitalitzada per l'Associació Cultural 21 de novembre amb la col·laboració de la Fundació Mina i es va reestrenar durant la XIII Fira Modernista de Terrassa. També es va fer un documental commemoratiu, Mapa de la ciutat de Feixes, que es va projectar el mateix dia que la pel·lícula, el 8 de maig del 2015. A l'acte hi van assistir Jaume Cabré, Antoni Verdaguer i també guionistes i protagonistes de la pel·lícula.
Per celebrar l'efemèride, Edicions Proa va reeditar la novel·la en la qual es basava la pel·lícula, La teranyina de 1984, en format especial.
Televisió de Catalunya també es va sumar a l'aniversari emetent la pel·lícula i el documental el 17 de maig del 2015 al programa Sala 33 del Canal 33.